# Lahidzsi felkelés
A lahidzsi felkelés a Hádihoz hű törzsi vezetők által indított gerillaháború volt, melyet a hútik és a Jemeni hadsereg  Ali Abdullah Szálehhez hű része, a Lahidzs kormányzóság nagy részét ellenőrzése alatt tartó erők ellen vívtak. Július végén a Hádihoz hű erők támadást indítottak hogy visszafoglalhassák az Anadi légibázist és Lahidzs kormányzóság túlnyomó részét. Hádi támogatói augusztus 4-én szerezték vissza a terület feletti teljes ellenőrzést.

## Előzmények
Március 24-én heves harcok bontakoztak ki a Lahidzs kormányzóságban, mikor a húti erők előretörtek.
Március 25-én a hútik a nemrég az Amerikai Egyesült Államok US SCOM hadereje által elfoglalt Anadi Légibázist támadták meg. Nem sokkal később elfoglalták Houta kerületet, ahol foglyul ejtették Mahmoud al-Subaihi honvédelmi minisztert, Hádi egyik fontos főhadnagyát, és Szanaába szállították. Ezen felül a hútik 33. Fegyveres Ezrede elfoglalta Habilain és Malah városait. Ezzel Lahidzs kerület a hútik ellenőrzése alá került.

## A felkelés
Március 27-én 15-20 hútit öltek meg Wahat régióban egy közelharcban. Két nappal később egy taposó akna felrobbanásakor további 25, Ádenba tartó húti harcos halt meg, akiket a városért harcoló csapatok megerősítésére küldtek a régióba.
Április 6-án a szaúdi légi erősítés az Anadi Légibázist és egy katonai tábort lőtt, s eközben 10 harcost megöltek, április 8-án pedig Karsh régióban törzsi harcosok 8 hútit öltek meg rajtaütésszerű támadásukkal.
Április 11-én lesből támadva 18, Ádenbe tartó hútit öltek meg, On 11 April, 18 Houthi fighters were killed in an ambush while heading to Aden. Két nappal később a feltételezések szerint az al-Káida által előkészített bomba felrobbanásakor 15 hútipárti katona halt meg. Houtában.
Április 13-án a hútiellenes harcosok beszámolója szerint Houtában rakéta meghajtású gránátokkal 15 hútit öltek meg egy tankban.
Július 1-jén a koalíció légi támadásában 13 húti vesztette életét.
Augusztus 3-án a Hádit támogató csoportok két hétnyi ostromot követően visszafoglalták az Anadi Légibázist.
Augusztus 4-én Hádi csapatai a teljes kormámnyzóság ellenőrzését visszanyerték a hútiktól és Száleh támogatóitól.